# Wojatsek Károly
Wojatsek Károly (Udvard, 1916. szeptember 29. – Victoria, Kanada, 2008. január 7.) nyelvész, történész, egyetemi oktató.

## Élete
Egyetemi tanulmányait 1935–1936-ban Brünnben a a Masaryk Egyetemen, 1936–1938 között Pozsonyban a Comenius Egyetemen, majd 1938–1940 között Debrecenben a Tisza István Tudományegyetemen végezte. Ezután középiskolákban tanított. 
1948-ban Svájcba, majd 1951-ben Kanadába emigrált. 1950–1951-ben a Fribourgi Egyetemen, 1954–1957 között a Montréali Egyetemen, 1957-ben a Torontói Egyetemen tanulva szerzett doktori fokozatot. 1957–1960 között középiskolai tanár volt Ontarióban. 
1960-1966 között a Coloradói Egyetem magyar és cseh nyelv és irodalom, 1967–1968-ban a Sherbooki Egyetem (Québec) német történelem tanára. 1966-tól a Bishop's University (Lennoxville) előadója, 1969-től docense, 1974–1986 között oktatója.
Magyar, angol, francia nyelvű tanulmányokat, könyveket írt a Rákóczi-szabadságharc irodalmáról, Madách Imréről, Arany Jánosról, a klasszikus magyar irodalom hatásáról a szomszéd népek irodalmára. Angol nyelvű könyvben elemezte a csehszlovákiai magyarság sorsát Trianontól a bécsi döntésig.
1982-ben a Canadian International Academy of the Humanities and Social Sciences díszdoktorrá avatta. Ezután kinevezték a Conseil pluriculturel des ethnies du Québec dísztagjául. Mint történész, több ösztöndíjat nyert (American Fulbright-Hayes Fellowship, Canada Council stipendium).
1998-ban a Szent László Lovag Rend tagja, illetve 2000-ben a Magyar Vitézi Rend tiszteletbeli tagja lett. 2002-től a Magyar Tudományos Akadémia külhoni köztestületi tagja.

## Művei
- 1964/ 1989 Hungarian textbook and grammar.
- 1981 From Trianon to the First Vienna Arbitral Award - The Hungarian Minority in the First Czechoslovak Republic 1918–1939.
- 1981 Magyaroktatás a kanadai egyetemeken. In: Nyelvünk és kultúránk a nagyvilágban - Cikkgyűjtemény. Budapest, 172-173.
- 1982 Kanadai helyzetkép és kezdemények. In: A IV. Anyanyelvi konferencia tanácskozásainak összefoglalása. Budapest, 193-196.
- 1983 A hungarológia művelése Kanadában. In: Hungarológiai oktatás régen és ma. Budapest, 191-194.
- 1991 Arany János hatása a szlovák irodalomra. In: A magyar nyelv és kultúra a Duna völgyében - Kapcsolatok és kölcsönhatások a 19-20. század fordulóján. Budapest, 722-734.